# Lista de aplicativos Android do Google
Esta é uma lista de aplicativos móveis desenvolvidos pelo Google para seu sistema operacional Android. Todos esses aplicativos estão disponíveis gratuitamente na Google Play Store, porém alguns podem ser incompatíveis com certos dispositivos (mesmo ainda funcionando a partir de um arquivo APK) e outros estão disponíveis apenas em dispositivos Pixel e/ou Nexus. Alguns desses aplicativos podem ser pré-instalados em alguns dispositivos, a depender do fabricante do dispositivo e da versão do Android. Alguns, como o Gboard, não estão disponíveis para versões mais antigas do Android.

## Ativo
- Scanner de acessibilidade
- Blocos de ação[1]
- Adaptive Connectivity Services (anteriormente Connectivity Health Services)[2]
- AI Test Kitchen[3]
- Conjunto de Acessibilidade Android
- Android Auto
- Feedback da versão beta do Android
- Conferência de desenvolvedores Android
- Política de dispositivos Android
- Android System Intelligence[4]
- Sistema Android WebView 
  - Sistema Android WebView Beta
  - Sistema Android WebView Canary
  - Sistema Android WebView Dev
- Android TV Core Services
- Android TV Data Saver
- Android TV Home
- Android TV Launcher
- Android TV Remote
- Android TV Remote Services
- Elementos do ARCore
- Audio Factory
- Pano de fundo Daydream
- Ferramentas de sinalização
- Blogger
- Calculadora
- Interruptores de câmera[5]
- Cardboard
- Carboard Camera
- Carrier Services
- Chrome Remote Desktop
- Chromecast integrado
- Relógio
- Google Cloud
- Cloud Next
- Compose Material Catalog[6]
- Contatos
- Visualização criativa
- Serviços entre dispositivos[7]
- Crowdsource
- Currents (antigo Google+ para G Suite)
- Ferramenta de restauração de dados[8]
- Ferramenta de transferência de dados
- Serviços de saúde do dispositivo
- Controlador de bloqueio de dispositivo
- Device Utility[9]
- Bem-estar digital
- Conector de caixa de mergulho para câmera do Google
- Emoji Workshop Wallpaper[10]
- Gerenciador de eSIM
- Fabby
- Gerenciador de links familiares
- Validador de par rápido
- Files by Google
- Galeria Flutter
- Find My Device
- Galeria Ir pelo Google Fotos
- Gboard
  - Gboard Go
- GIF Keyboard by Tenor
- Gmail
  - Gmail Go
- Aplicativo GnssLogger
- Google
  - Google App para Android TV
  - Google Go
- Administrador do Google (anteriormente Configurações do Google)
- Google AdMob[11]
- Google Ads
- Projetos AIY do Google
- Google Analytics
- Política de dispositivos do Google Apps
- Google Arts & Culture
  - Google Arts & Culture VR
- Assistente do Google
  - Google Assistant Go
  - Google Assistant – Interpreter Mode
- Google Authenticator
- Google BrailleBack
- Calendário do Google
- Câmera do Google
  - Câmera do Google[12]
- Google Chat (antigo Hangouts Chat)
- Google Chrome
  - Chrome Beta
  - Chrome Canary (instável)
  - Desenvolvedor Chrome
- Google Classroom
- Google Cloud Search (antigo Google Springboard)
- Serviços de conectividade do Google
- Google Docs
- Google Drive
- Google Earth
- Google Family Link para crianças e adolescentes
- Google Family Link para pais
- Google Fi Wireless
- Google Fiber
- Google Fit
- Entrada de manuscrito do Google
- Google Health Studies
- Google Home (anteriormente Chromecast e Google Cast)
- Google I/O
- Teclado indiano do Google
- Entrada do Google Japonês
- Google Keep
- Entrada coreana do Google
- Lente do Google
- Google Meet (antigo Hangouts Meet e Google Duo)
- Google Notícias
- Google One
- Google Opinion Rewards
- Configuração de parceiro do Google
- Google Pay
- Google Fotos
- Google Pixel Buds
- Google Pixel Watch[13]
  - Google Pixel Watch Faces[14]
  - Google Pixel Watch Services[15]
- Google Play Livros (anteriormente Google eBookstore)
- Console do Google Play
- Google Play Games
- Serviço de proteção do Google Play
- Google Play Services
- Google Play Services para AR (anteriormente ARCore)
- Google Podcasts
- Google Primer
- Google Santa Tracker
- Planilhas Google
- Google Shopping (antigo Google Shopping Express e Google Express)
- Google Slides
- Serviços de suporte do Google
- Google Tasks
- Dados de fuso horário do Google
- Google Tradutor
- Google TV (antigo Google Filmes e Google Play Filmes e TV)
- Página inicial do Google TV
- Google Voice
- Serviços de realidade virtual do Google
- Google Wallet (anteriormente Android Pay e Google Pay)
- Google WifiNanScan[16]
- Google WifiRttLocator[17]
- Health Connect[18]
- Explorador de Interseções
- Calculadora Ivy Big Number
- Jamboard
- Canais ao vivo
- Live Transcribe & Sound Notifications (anteriormente Live Transcribe)
- Anúncios de serviços locais do Google
- Looker Mobile
- Lookout
- Maps
  - Google Maps Go
  - Navegação para Google Maps Go
- Messages (antigo Messenger e Android Messages)
- Motion Sense Bridge
- Motion Stills
- MyGlass
  - Glass Enterprise Companion[19]
- Notable Women
- Online Insights Study[20]
- Segurança pessoal
- Telefone pelo Google
- PhotoScan pelo Google Fotos
- Pixel Ambient Services
- Pixel Camera Services[21]
- Pixel Launcher
- Pixel Live Wallpaper
- Pixel Stand
- Pixel Tips
- Playbook para desenvolvedores
- Playground (anteriormente AR Stickers)
- Private Compute Services[22]
- Project Activate
- Project Baseline
- Project Relate[23]
- Read Along by Google (anteriormente Bolo)
- Reading Mode[24]
- Recorder
- Security Hub[25]
- Serviços de configurações (anteriormente Sugestões de configurações)
- Gerenciador SIM
- Snapseed
- Socratic
- Soli Sandbox
- Amplificador de som
- Sons
- Speech Services by Google[26]
- Acesso com interruptor[27]
- Task Mate[28]
- Toontastic 3D
- Voice Acess
- VR180
- Wallpapers
- Waze
- Wear OS by Google (anteriormente Android Wear)
- Wear OS Phone
  - Wear OS System UI[29]
- YouTube
  - YouTube para Android TV
  - YouTube Go
- YouTube Kids
  - YouTube Kids para Android TV
- YouTube Music
  - YouTube Music para Android TV
  - YouTube Music para Chromebook
- YouTube Studio (anteriormente YouTube Creator Studio)
- YouTube TV
  - YouTube TV para Android TV
- YouTube RV

## Interrompido
- AdSense (fundido com Google Ads)
- AdWords Express (integrado ao aplicativo principal do Google Ads)
- Android Auto para telas de telefone (fundido com o Google Assistant)[30]
- Androidify[31]
- Android Things Toolkit
- Cameos no Google[32]
- Cloud Print
- Datally (anteriormente Triangle)
- Daydream
- Elementos de Daydream
- Teclado Daydream
- DoubleClick para Editores (fundido com AdWords)
- Google Expeditions (fundido com Google Arts & Culture)
- FameBit
- Fiber TV
- Google+
- Google Allo
- Google Body
- Entrada cantonês do Google
- Receptor Google Cast
- Google Glips
- Google Currents (fundido com Google Play Banca)
- Google Duo (fundido com Google Meet)
- Google Finanças
- Pesquisa por gestos do Google
- Google Goggles (fundido com Google Lens)
- Hangouts (integrado com Google Chat e Google Meet)
- Google Listen (fundido com Google Play Music e Google Reader)
- Navegação do Google Maps (fundido com o aplicativo principal do Google Maps)
- Grasshopper[33]
- Material Gallery
- Measure[34]
- Google My Business[35]
- Google My Maps[36]
- Google News & Weather (fundido com Google News)
- Google Now Launcher (fundido com o Google app)
- Google Pay Send (anteriormente Google Wallet) (fundido com Google Pay)
- Google PDF Viewer (fundido com Google Drive)
- Inserção do Google Pinyin
- Google Play Magazines (fundido com Google Play Newsstand)
- Google Play Music (anteriormente Music Beta e Google Music) (fundido com YouTube Music e Google Podcasts)
- Google Play Banca (fundido com Google Notícias)
- Google Reader
- Google Spaces
- Google Station Onsite
- Google TalkBack (integrado com Android Accessibility Suite)
- Google Trips
- Google Voice (fundido com Google Hangouts)
- Google Voice Search (fundido com Google Now)
- Google Wifi (fundido com Google Home)[37]
- Entrada do Google Zhuyin
- Discador do Hangouts
- Inbox by Gmail (integrado com o aplicativo principal do Gmail)
- Jacquard by Google
- Jump Inspector
- Nest (fundido com o aplicativo Google Home)
- One Today do Google
- MyTracks (fundido com Google Fit)
- Quickoffice
- Scoreboard
- Science Journal
- Medidor Screenwise
- Spotlight Stories
- Stadia
- Google Street View (fundido com o aplicativo principal do Google Maps)[38]
- Tango (fundido com ARCore)
- Contatos confiáveis (fundidos com o Google Maps)
- YouTube Gaming (fundido com o aplicativo principal do YouTube)
- YouTube Remote (integrado ao aplicativo principal do YouTube)